# Fort Pontchartrain du Détroit
Le fort Pontchartrain du Détroit, fort du Détroit ou fort Détroit est un ancien fort français aujourd'hui disparu situé à l'emplacement de la ville de Détroit dans l'État américain du Michigan.

## Histoire
La construction du fort en 1701 par Antoine Laumet de La Mothe-Cadillac marque la fondation de la ville de Détroit.
En 1705, Antoine Laumet de La Mothe-Cadillac nomme Étienne de Veniard, sieur de Bourgmont, commandant du fort, mais à la suite d'une attaque meurtrière conduite par les Amérindiens, Veniard de Bourgmont déserte avec quelques soldats et disparait pendant quelques années. La Mothe-Cadillac nomme alors François Dauphin de la Forest gouverneur du fort Pontchartrain du Détroit.
En 1710, La Mothe-Cadillac nomme Jacques-Charles Renaud Dubuisson en remplacement de François Dauphin de la Forest, malade. 
En 1715, Jacques-Charles de Sabrevois remplaça Jacques-Charles Renaud Dubuisson et assuma la charge de commandant du fort jusqu'en 1717.
En 1717, Alphonse de Tonti est nommé commandant du fort jusqu’à sa mort en 1727. 
En 1728, le capitaine Jean-Baptiste de Saint-Ours Deschaillons fut nommé commandant du fort jusqu'en 1730.
En 1733, Jacques-Hugues Péan de Livaudière est nommé commandant du fort Détroit, mais nommé major de la ville de Québec la même année, il ne rejoint son poste au fort Détroit qu'en 1735.
En 1738, le capitaine des troupes de Marine, Pierre-Jacques Payen de Noyan, fils du capitaine Pierre Payen de Noyan, commanda le fort jusqu'en 1742. Il dut intervenir contre le trafic de l'eau-de-vie et réconcilier un différend entre les tribus amérindiennes des Hurons et des Outaouais. Pierre-Jacques Payen de Noyan fut appelé à commander par la suite le fort Saint-Frédéric.
En 1750, Pierre Céloron de Blainville est nommé commandant du fort Détroit. Mais au cours de l'année 1753, il entre en conflit avec le gouverneur de la Nouvelle-France, Jacques-Pierre de Taffanel de La Jonquière, pour insubordination.
En 1754, il est remplacé comme commandant du fort Détroit par Jacques-Pierre Daneau de Muy, déplacé de son commandement du fort Chambly pour lui succéder. Jacques-Pierre Daneau de Muy restera commandant du fort Détroit jusqu'à sa mort survenue le 18 mai 1758 à la suite d'une longue maladie. 
Le fort fut occupé par les Britanniques le 29 novembre 1760, pendant la guerre de Sept Ans. Le fort fut également le théâtre du siège de Fort Détroit qui opposa les Amérindiens aux Britanniques durant la rébellion de Pontiac en 1763.
En 1783, le traité de Paris qui mit fin à la guerre d'indépendance des États-Unis attribua le fort aux nouveaux États-Unis. Cependant, les Britanniques refusèrent d'obéir à cette partie du traité et maintinrent leurs soldats dans le fort. Ils acceptèrent finalement de se retirer en 1795, après la signature du traité de Londres avec les Américains. Les États-Unis prirent la possession du fort le 11 juillet 1796.

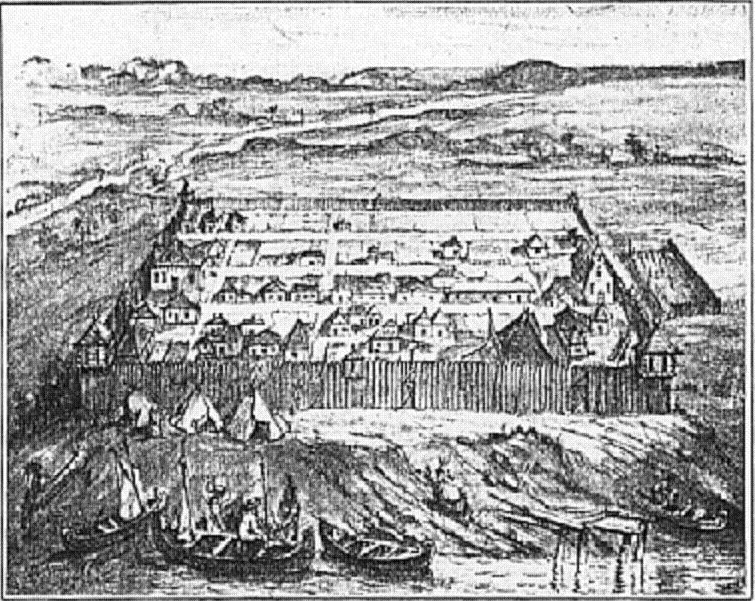
Le fort du Détroit en 1710.
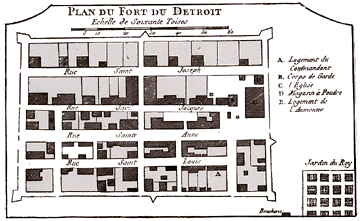
Le fort du Détroit en 1763.
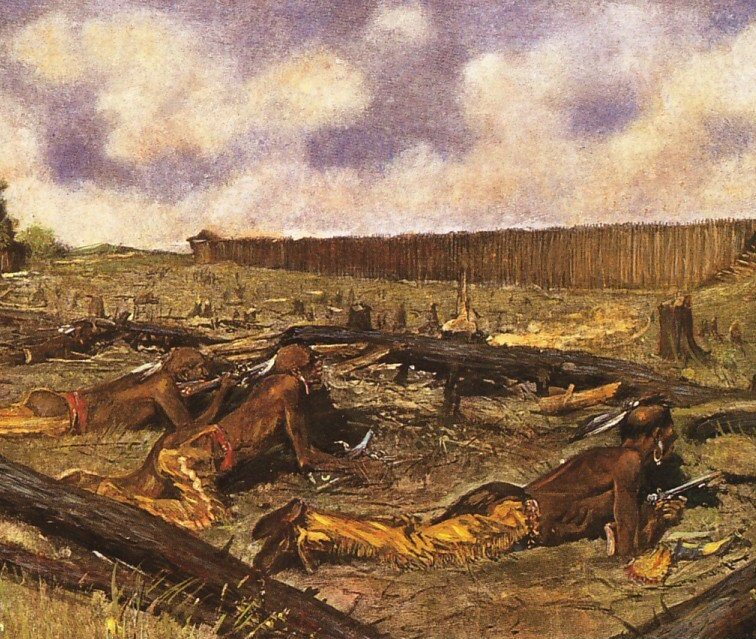
Le siège de Fort Détroit en 1763 illustré par Frederic Remington.